# 大和電設工業
大和電設工業株式会社（だいわでんせつこうぎょう）は、東北地盤の電気通信工事業者。
2004年4月より、エクシオグループの連結子会社。

## 沿革
- 1949年（昭和24年）8月 - 「東洋工業株式会社」設立。
- 1964年（昭和39年）7月 - 社名を「大和電設工業株式会社」と改称。
- 1971年（昭和46年）12月 - 「山田電業株式会社」と合併。
- 1971年（昭和46年）12月 - 本社を現在地（仙台市青葉区大町二丁目5番1号）に移転。
- 1981年（昭和56年）3月 - 株式をジャスダック市場銘柄として、日本証券業協会に承認登録する。
- 1998年（平成10年）4月 - 品質管理および品質保証の国際規格「ISO 9002:1994」登録認証を取得。
- 1999年（平成11年）9月 - 品質管理および品質保証の国際規格「ISO 9001:1994」登録認証を取得。
- 2001年（平成13年）7月 - 環境マネジメントシステムの国際規格「ISO 14001:1996」登録認証を取得。
- 2004年（平成16年）4月 - 第三者割当増資を行い、協和エクシオ傘下に入る。
- 2005年（平成17年）3月 - 労働安全衛生マネジメントシステムの国際規格（OHSAS 18001：1999）の登録認証を取得。
- 2006年（平成18年）6月 - 情報セキュリティマネジメントシステム（JIP-ISMS100-2.0）の登録認証を取得。
- 2011年（平成23年）8月 - 協和エクシオ（現・エクシオグループ）の完全子会社となる。

## 本社・事業所
- 本社（仙台市青葉区大町）
- エンジニアリング本部IPネットワーク事業部（仙台市若林区卸町）
- エンジニアリング本部シビル事業部（仙台市若林区卸町）
- ソリューションシステム事業部（仙台市若林区卸町）

## 支店
- 福島支店（福島県福島市）
- 岩手支店（岩手県盛岡市）
- 青森支店（青森県青森市）
- 山形支店（山形県山形市）
- 秋田支店（秋田県秋田市）

## 子会社
- シグマックス（仙台市宮城野区）